# Scantius
Scantius is een geslacht van wantsen uit de familie van de Pyrrhocoridae (Vuurwantsen). Het geslacht werd voor het eerst wetenschappelijk beschreven door Stål in 1866.

## Soorten
Het genus bevat de volgende soorten:

- Scantius aegyptius (Linnaeus, 1758)
- Scantius aethiopicus (Distant, 1919)
- Scantius caraboides Bergroth, 1920
- Scantius circumcinctus (Lethierry, 1883)
- Scantius forsteri (Fabricius, 1781)
- Scantius pallens Distant, 1904
- Scantius subapterus (Spinola, 1837)
- Scantius volucris (Gerstäcker, 1873)